# 274137 Angelaglinos
274137 Angelaglinos este un asteroid din centura principală de asteroizi.

## Descriere
274137 Angelaglinos este un asteroid din centura principală de asteroizi. A fost descoperit pe 28 martie 2008 la Observatorul Jarnac din Vail-Jarnac. Asteroidul prezintă o orbită caracterizată de o semiaxă mare de 3,12 ua, o excentricitate de 0,12 și o înclinație de 11,7° în raport cu ecliptica.